# 알렉산드르 리트비넨코
알렉산드르 발테로비치 리트비넨코(러시아어: Александр Вальтерович Литвиненко, 1962년 12월 4일 혹은 1962년 8월 30일 ~ 2006년 11월 23일)는 영국에 망명한 러시아 연방보안부 (FSB) 전직 요원이다. 망명이후 푸틴 정권을 비난하는 활동을 계속했다. 영국으로 귀화했으며 이슬람교로 개종했다. 2006년, 런던에서 일명 '방사능 홍차'로 암살당했는데, 그 배후가 러시아 정보부인 것으로 추정하고 있다.

## 생애

### 어린 시절
알렉산더 리트비넨코는 1962년 러시아의 보로네즈에서 태어났다. 1980년 날치크 중등학교를 졸업한 후 군복무를 시작했다. 1년 후, 블라디카브카즈에 있는 키로프 고등 지휘 학교에 입학했다. 1981년 회계사인 나타리야와 결혼하여 아들 알렉산더와 딸 소니아를 낳았으나 1994년에 이혼했다. 같은 해에 피트니스 강사였던 마리나와 결혼하여 아들 아나톨리를 낳았다. 1985년 키로프 고등 지휘 학교를 졸업 한후 소련 내무부 제르진스키 부서의 소대장이 되었다. 1986년 KGB 방첩부에서 근무하기 시작했다. 그해 말 노보시비르스크 군사정보학교에서 1년간 교육을 받은 뒤 작전장교가 되어 1991년까지 KGB 군사정보부에서 근무했다.

### 영국 망명
리트비넨코는 푸틴이 러시아 연방보안청(FSB) 수장을 맡고 있던 1998년에 연방보안청의 부패와 범죄를 밝히는 기자회견을 열어 푸틴의 미움을 샀다. 2000년에 영국으로 망명하고 나서도 푸틴이 정치적 입지를 다지기 위해 체첸 반군의 공격을 배후에서 조종했다고 폭로하는 등 푸틴 정권을 강도높게 비판했다. 2006년에는 체첸에서 러시아군의 학살을 폭로한 후 의문의 죽임을 당한 러시아 여기자 안나 폴리콥스카야의 의문사에 대한 책을 집필 중이었다.

### 암살
2006년 11월에 런던의 밀레니엄 호텔에서 친구이자 전직 러시아 정보 요원 2명과 만남을 가지고 귀가 직후 쓰러져 입원하였는데, 3주만에 사망했다. 부검결과 그의 체내에서 방사능 물질인 폴로늄이 다량 검출됐다. 런던 경시청은 당시 그가 홍차를 마시는데 사용한 잔에서도 폴로늄이 발견되었다고 발표했다. 아울러 호텔에서 만났던 안드레이 루고보이와 드미트리 콥툰에 대해 러시아에 신병인도를 요청했으나 러시아는 이를 거부했다. 푸틴이 사주하여 암살된것으로 추정하고있다. 이 사건이후 푸틴이 대접하는 홍차는 사양하는게 좋다는 말이 풍자되기도 했다.

### 폴로늄
방사능 물질인 폴로늄은 같은 무게의 청산가리(시안화 수소: HCN)보다 약 25만 배나 강한 맹독성 물질로, 1조분의 1그램만 체내에 들어가도 치명적인 충격을 주며 아직까지는 해독제가 없다. 자연상태에서는 극소량만이 존재하기 때문에 제조비용과 시설 문제로 거의 생산되지 않는다. 연간 생산량은 약 100g정도로 거의 전량 러시아에서 생산되며 수요도 적다. 워낙 희귀한 물질로 일반인들은 구할 수 없고 정부 차원에서만 관리 가능하다. 따라서 세상에서 가장 비싼 암살 수단으로 사건직후 배후를 알 수 밖에 없어 경고성 메시지 전달 효과가 강하다. 피부침투는 불가하므로 체외노출에 안전하여 취급이 용이한 반면에 암살 성공률은 매우 높다.

## 같이 보기
- 세르게이 마그니츠키
- 보리스 넴초프 피살 사건
- 스크리팔 부녀 음독 사건